# اليساندرو بيكولوميني
اليساندرو بيكولوميني (بالإنجليزية: Alessandro Piccolomini) (و. 1508 – 1579 م) هو عالم فلك، وكاهن كاثوليكي، وفيلسوف، وكاتب، وكاتب مسرحي، وشاعر ولد في سيينا.
توفي في سيينا، عن عمر يناهز 71 عاماً.

## مناصب
تولى منصب رئيس أساقفة.

## روابط خارجية
- اليساندرو بيكولوميني على موقع الموسوعة البريطانية (الإنجليزية)